# Belciana
Belciana là một chi bướm đêm thuộc họ Erebidae.

## Các loài
- Belciana biformis (Walker, 1858)